# احمد خلیل (بازیکن فوتبال، زاده ۱۹۹۴)
احمد خلیل (انگلیسی: Ahmed Khalil؛ زادهٔ ۲۱ دسامبر ۱۹۹۴) بازیکن فوتبال اهل تونس است.
از باشگاه‌هایی که در آن بازی کرده‌است می‌توان به باشگاه فوتبال آفریقایی اشاره کرد.